# Eky Taufik
Eky Taufik Febriyanto (sinh ngày 15 tháng 2 năm 1991) là một cầu thủ bóng đá người Indonesia hiện tại thi đấu cho Persela Lamongan ở Liga 1.